# Fredric Hope
Fredric Putnam Hope (auch bekannt unter Frederick Hope, Frederic Hope oder Fred Hope; * 22. Januar 1900 in New Brighton, Pennsylvania; † 20. April 1937 in Hollywood, Kalifornien) war ein US-amerikanischer Artdirector und Bühnen- bzw. Szenenbildner. Für seine Arbeit am Film Die lustige Witwe von 1934 wurde er bei der Oscarverleihung 1935 zusammen mit Cedric Gibbons mit dem Oscar für das beste Szenenbild ausgezeichnet. Zwei Jahre später wurde er zusammen mit Cedric Gibbons und Edwin B. Willis ein weiteres Mal für einen Oscar nominiert, musste sich am Ende jedoch dem Szenenbildner Richard Day geschlagen geben, der für seine Arbeit am Film Zeit der Liebe, Zeit des Abschieds den Oscar für das beste Szenenbild erhielt.

## Leben

### Karriere
Der im Jahre 1900 in New Brighton, einem Borough des Beaver County in Pennsylvania geborene, kam in den 1920er Jahren an die Westküste der USA, wo er sich schließlich in Hollywood niederließ und seine Karriere im Filmbusiness begann. Die ersten beiden namhaften Filme, an denen er mitarbeitete, waren Exit Smiling und Es war, die im Jahre 1926 veröffentlicht wurden und bei denen er für die richtigen Einstellungen verantwortlich war. Bereits zu dieser Zeit arbeitete er mit dem vielfach ausgezeichneten Szenenbildner Cedric Gibbons zusammen, an dessen Seite er noch bis in die 1930er Jahre in einigen Filmen aktiv war. Im Jahre 1927 folgten für Hope Arbeiten am Film Becky, wo er vor allem für die Sets zuständig war. Nachdem er im selben Jahr bei On Ze Boulevard sein Debüt als Artdirector (zwar noch immer an der Seite von Gibbons) feierte, wurde er im darauffolgenden Jahr für den Film Baby Mine als Bühnenbilddesigner eingesetzt. Nach einigen Jahren ohne nennenswerte Produktionen startete Hope als Artdirector ins Jahr 1933, in dem er aufgrund einer Reihe von Filmproduktionen vielbeschäftigt war. So war er 1933 bei den Filmen Another Language, Dinner um acht, The Solitaire Man, Der Boxer und die Lady und Should Ladies Behave als Artdirector im Einsatz. Während er bei Another Language und The Solitaire Man die alleinige Arbeit des Artdirectors übernahm, erhielt er in den restlichen Filmen jeweils Unterstützung von Hobe Erwin, David Townsend oder Harry McAfee.
Auch 1934 war Hope mit einer Reihe von Filmen erfolgreich und arbeitete als Artdirector an den Filmen This Side of Heaven, Riptide und Hollywood Party mit. Außerdem war er im gleichen Jahr auch als stellvertretender Artdirector in Sadie McKee und Die lustige Witwe im Einsatz. In beiden Filmen agierte er zumeist an der Seite von Cedric Gibbons und Edwin B. Willis, der ebenfalls in beiden Produktionen als stellvertretender Artdirector engagiert war. Für sein Engagement am Film Die lustige Witwe wurde er bei der Oscarverleihung 1935 zusammen mit Cedric Gibbons mit dem Oscar für das beste Szenenbild ausgezeichnet. Weitere Arbeiten als Stellvertreter tätigte er im Jahre 1935 in den Filmen The Night Is Young, Anna Karenina und Flucht aus Paris, gefolgt von einer Reihe weiterer Engagements im darauffolgenden Jahr 1936. So war er unter anderem in einer wesentlichen Tätigkeit am Film Romeo und Julia, für den er neben Gibbons und Willis auch für den Oscar nominiert wurde, engagiert und war im selben Jahr als stellvertretender Artdirector auch am Film Die Kameliendame beteiligt. Weitere Einsätze als ausführender Artdirector folgten im selben Jahr in den Filmen We Went to College, Women Are Trouble und Sworn Enemy. Die letzten beiden Produktionen, an denen Hope maßgeblich mitgewirkt hatte, erschienen im Jahre 1937 (Maienzeit und Night Must Fall). Im gleichen Jahr verstarb er im Alter von nur 37 Jahren in Hollywood; über die Todesursache ist nichts bekannt.

### Familie
Fredric Hope hatte außerdem einen Sohn mit dem Namen Fredric Paddock Hope, der als Fredric P. Hope ebenfalls als Artdirector aktiv war und im Jahre 1998 68-jährig verstarb. Dessen Mutter, die gleichzeitig die Ehefrau von Fredric Hope war, war die Porträt- und Landschaftsmalerin Thelma Paddock Hope. Zusammen hatten die beiden mit Stephen Hope und Marcia Hope Young zwei weitere Kinder.

## Filmografie
Als Szenenbildner
- 1926: Exit Smiling (Einstellungen)
- 1926: Es war (Flesh and the Devil) (Einstellungen)
- 1927: Becky (Sets)
- 1928: Baby Mine
- 1936: Romeo und Julia (Romeo and Juliet)

Als stellvertretender Artdirector
- 1934: Sadie McKee
- 1934: Die lustige Witwe (The Merry Widow)
- 1935: The Night Is Young
- 1935: Anna Karenina
- 1935: Flucht aus Paris (A Tale of Two Cities)
- 1936: Die Kameliendame (Camille)
- 1937: Maienzeit (Maytime)
- 1937: Night Must Fall

Als Artdirector
- 1927: On Ze Boulevard
- 1933: Another Language
- 1933: Dinner um acht (Dinner at Eight)
- 1933: The Solitaire Man
- 1933: Der Boxer und die Lady (The Prizefighter and the Lady)
- 1933: Rückkehr aus der Fremde (The Stranger’s Return)
- 1933: Should Ladies Behave
- 1934: This Side of Heaven
- 1934: Riptide
- 1934: Hollywood Party
- 1936: We Went to College
- 1936: Women Are Trouble
- 1936: Sworn Enemy

## Auszeichnungen und Nominierungen
Auszeichnungen
- Oscarverleihung 1935: Ausgezeichnet mit dem „Oscar für das beste Szenenbild“ für den Film Die lustige Witwe (zusammen mit Cedric Gibbons)

Nominierungen
- Oscarverleihung 1937: Nominiert für den „Oscar für das beste Szenenbild“ für den Film Romeo und Julia (zusammen mit Cedric Gibbons und Edwin B. Willis)